# 高鸿 (1916年)
高鸿（1916年—1983年），男，安徽枞阳人，中华人民共和国政治人物，曾任中共合肥市委副书记，中共芜湖地委副书记，安徽省政协副主席。